# José Luis Martí
Josep Lluís Martí Soler, bekannt als José Luis Martí oder einfach nur Martí (* 28. April 1975 in Palma), ist ein ehemaliger spanischer Fußballspieler und derzeitiger -trainer. Zuletzt trainierte er Deportivo La Coruña in der spanischen Primera División.

## Karriere
Sein Debüt in der Primera División gab Martí 2000 für Real Mallorca. Im Sommer desselben Jahres wechselte er nach Teneriffa zu dem damaligen Zweitligisten CD. Dort spielte er zwei Saisons in der Segunda División sowie eine Saison in der Primera División, in der er 35 Spiele bestritt.
Seit Beginn der Saison 2003 ist Martí in Diensten des FC Sevilla, bei dem sich sofort einen Stammplatz erspielte, den er bis heute nicht abgegeben hat. Er spielt vorwiegend im Mittelfeld, mitunter wird er jedoch auch als Defensivspieler eingesetzt. Sein bisher größter Erfolg mit Sevilla war der Gewinn des UEFA-Pokals in den Jahren 2006 und 2007, so wie der Sieg in der Copa del Rey 2007. Auch hat er mit Sevilla je einmal den Spanischen Supercup und den Europäischen Supercup gewonnen.
Für die Rückrunde der Saison 2007/08 war Martí an den spanischen Zweitligisten Real Sociedad ausgeliehen.

## Erfolge

### FC Sevilla
- 2× Gewinn des UEFA-Pokals (2005/06, 2006/07)
- 1× Gewinn der Copa del Rey (2006/07)
- 1× Gewinn des Europäischen Supercups (2006)
- 1× Gewinn des Spanischen Supercups (2007)

### CD Teneriffa
- Aufstieg in die Primera División 2000/01